# 恩庫雷恩庫魯
恩庫雷恩庫魯（英语：Nkurenkuru）是非洲西南部國家納米比亞的城鎮，由奧卡萬戈區負責管轄，位於龍杜以西140公里的奧卡萬戈河畔，海拔高度1,093米，2007年人口估計約7,650。

## 外部連結
- http://www.enhs.iway.na/ （页面存档备份，存于） ELCIN Nkurenkuru High School